# یوسب چاخواشویلی
یُوسِبْ چاخْواشْویلی (به گرجی: იოსებ ჩახვაშვილი) (متولد ۳ اوت ۱۹۹۳ میلادی، گرجستان) بازیکن فوتبال در پست هافبک است که اکنون در تیم صبای قم در لیگ برتر خلیج فارس بازی می‌کند.